# Зелёное (Скадовский район)
Зелёное (укр. Зелене) — посёлок в Скадовской городской общине Скадовского района Херсонской области Украины.
Почтовый индекс — 75743. Телефонный код — 5537. Код КОАТУУ — 6524784003.

## Население
Население по переписи 2001 года составляло 289 человек.

### Языковой состав
Родной язык населения по данным переписи 2001 года:
| Язык       | Численность, чел. | Доля     |
| ---------- | ----------------- | -------- |
| Украинский | 270               | 93,43 %  |
| Русский    | 19                | 6,57 %   |
| Итого      | 289               | 100,00 % |

## Местный совет
75743, Херсонская обл., Скадовский р-н, пос. Благодатное, ул. Терешковой, 57